# Смит, Дилан
Дилан Смит (англ. Dylan Smith; родился в Монреале, Квебек, Канада) — канадский актёр кино и телевидения, известный в первую очередь благодаря роли в сериале «Властелин колец: Кольца власти».

## Биография
Дилан Смит родился в канадском Монреале в семье кинематографистов Джона Смита и Синтии Скотт. В школе он начал серьёзно заниматься хоккеем и получил спортивную стипендию для поступления в колледж, но из-за травмы был вынужден отказаться от спортивной карьеры. Смит учился на актёра в Университете Торонто, там же начал играть в спектаклях, позже учился и работал в Лондоне, играл на Бродвее. В 2000-х годах Смит начал получать роли в кино («300 спартанцев», «Война богов: Бессмертные», «Вспомнить всё»). В 2016 году он играл в сериале «Улица потрошителя», в 2021 году получил роль Ларго Брэндифута в сериале «Властелин колец: Кольца власти».
Фильмография
| Год       |   | Русское название                           | Оригинальное название                     | Роль             |
| --------- | - | ------------------------------------------ | ----------------------------------------- | ---------------- |
| 2001      | ф | Убийство в «Восточном экспрессе»           | Murder on the Orient Express              | Тони Фоскарелли  |
| 2001—2001 | с | Жители Ист-Энда                            | EastEnders                                | Рикардо          |
| 2006      | ф | 300 спартанцев                             | 300                                       |                  |
| 2008      | ф | Кит Киттредж: Загадка американской девочки | Kit Kittredge: An American Girl           | Фредерик         |
| 2010—2010 | с | Расследование Мёрдока                      | Murdoch Mysteries                         | Квентин Квинн    |
| 2011      | ф | Война богов: Бессмертные                   | Immortals                                 | Стефанос         |
| 2012      | ф | Эдди                                       | Eddie                                     | Эдди             |
| 2012—2012 | с | Люди Альфа                                 | Alphas                                    | Тед Ашер         |
| 2012      | ф | Вспомнить всё                              | Total Recall                              | Хаммонд          |
| 2015      | ф | Заброшенный                                | Forsaken                                  | Малыш Нед        |
| 2016      | ф | Спектральный анализ                        | Spectral                                  | Толбот           |
| 2016—2016 | с | Улица потрошителя                          | Ripper Street                             | Тристам Бланшард |
| 2017      | ф | Мумия                                      | The Mummy                                 | пилот            |
| 2017—2017 | с | В пустыне смерти                           | Into the Badlands                         | Дженкинс         |
| 2018      | ф | Бегущий в лабиринте: Лекарство от смерти   | Maze Runner: The Death Cure               | Джаспер          |
| 2019      | ф | Первая корова                              | First Cow                                 | траппер Джек     |
| 2019—2019 | с | Имя мне Ночь                               | I Am the Night                            | Сепп             |
| 2019—2019 | с | Тредстоун                                  | Treadstone                                | Ловелл           |
| 2021      | ф | Спецслужба: Сигнал тревоги                 | SAS: Red Notice                           | Алекс            |
| 2022      | с | Властелин колец: Кольца власти             | The Lord of the Rings: The Rings of Power | Ларго Брэндифут  |